# Шон Флин
Шон Флин (на английски: Sean Flynn) е американски актьор и фотожурналист на свободна практика, известен най-вече с отразяването на войната във Виетнам.
Флин е единственото дете на австралийско-американския актьор Ерол Флин и първата му съпруга, френско-американската актриса Лили Дамита. След като следва за кратко в университета Дюк, той започва кариера. Оттегля се от киното в средата на 60-те години на миналия век, за да стане фоторепортер на договор с „Time“.
В търсене на изключителни изображения, той пътува със специални части и нередовни войски в отдалечени райони. Докато е назначен в Камбоджа през април 1970 г., Флин и друг фотограф – Дейна Стоун са заловени от комунистически партизани. Нито един от двамата не е виждан или чут отново.
През 1984 г. майката на Флин го обявява за мъртъв.

## Биография
Родителите на Флин се разделят, когато е малък. Отгледан е от майка си.
Флин се появява за първи път пред камерите на петнадесет години, когато участва в епизод на телевизионното шоу на баща си, The Errol Flynn Theatre. Епизодът „Странният търг“ се излъчва в САЩ през 1956 г.
Когато Ерол Флин умира, той оставя на сина си $5000, за да следва в колеж (Ерол оставя на двете си най-големи дъщери по 10 000 долара).
Флин следва в университета Дюк. През лятна ваканция през юни 1960 г., той посещава майка си във Форт Лодърдейл. По предложение на негов приятел, актьорът Джордж Хамилтън, Флин записва сцена в „Къде са момчетата, които стреляха във Форт Лодърдейл по онова време“. По-голямата част от сцените му са премахнати при продукцията, но все още може да бъде видян в сцена, където върви със синя тениска „Xavier University“.

### Кинозвезда
През май 1961 г., на 20-годишна възраст, Флин приема договор с Sage Western Pictures да се снима през 1962 г. в „Il Figlio del Capitano Blood“, продължение на филма „Captain Blood“ на баща си. На него му са платени 110 долара на седмица за тестовия период, достигайки до $10 000 за 12 седмици работа във филма. Тъй като Флин все още е непълнолетен, той се нуждае от разрешението на майка си, което му е дадено. Пробите са успешни. Филмът е на кино в Съединените щати през 1964 г. със заглавието „The Son of Captain Blood“.
През 1962 г. Джордж Хамилтън съобщава, че иска да направи „The Brothers“, базиран на историята на Хамилтън, с участието на себе си и Флин и Тери Томас, но филмът никога не е направен. Около това време, негова годеница е Джули Пейн, дъщеря на актьорите Джон Пейн и Ан Шърли.
Той прави още няколко филма в Европа, включително „Il segno di Zorro“ (1963 г., издаден през 1964 г.), „Verspätung“ в Мариенборн с Жозе Ферер (1963 г., издаден през 1964 г.) и „Sandok, Il Maciste della Jungla“ (1964 г., издаден през 1966 г.).
Флин се отегчава от актьорското майсторство, а в края на 1964 г. отива в Африка, за да опита късмета си като водач за сафарита. Той също така прекарва известно време като охрана на казино в Кения. През втората половина на 1965 г. отново има нужда от пари, така че снима два филма спагети уестърн в Испания и Италия, издадени през 1966 г. – „Sette Magnifiche Pistole“ и „Dos Pistolas Gemelas“. През лятото на 1966 г. Флин отива в Сингапур, за да играе в своя осми и последен филм – френско-италианският екшън филм „Cinq Gars Pour Singapour“ (1967 г., издаден през 1968 г.).

### Певец
През септември 1961 г. е обявено, че Флин е подписал договор с компания, известна като „Hi-Fidelity R.V. Records“ и вече е записал четири песни за тях.
Те излизат като „Stay in My Heart“ и „Secret Love“. Песните са пуснати на регионално ниво като 45rpm single. Сингълът днес е с колекционерска стойност.

### Кариера във фотожурналистиката

#### Виетнам
Флин пристига в Южен Виетнам през януари 1966 г. като фоторепортер на свободна практика, първо за френското списание „Paris Match“, след това за „Time Life“ и накрая за „United Press International“. Снимките му скоро са публикувани по целия свят. Той прави име като високорисков фотожурналист, който би направил всичко за да получи най-добрите снимки, дори да влезе в битка.
През март 1966 г. Флин е ранен в коляното, докато е на бойно поле.
През април 1966 г. е на патрул с няколко зелени барети и китайски наемници, които попадат на засада от Виет Конг. Флин носи M-16 пушка по онова време и трябва да се бори с останалите войници. „Мислех, че не само аз, но всички, че ще умрем.“
През юни 1966 г. той напуска Виетнам, за да играе в последния си филм. Той трябва да бъде заснет в Париж и Сингапур, базиран на романа от 1959 г. „Cinq Gars Pour Singapour“ от Жан Брус и е наречен със същото име.
Флин се завръща във Виетнам през ноември 1966 г. Той спасява австралийски взвод от попадане на мина, като я идентифицира, докато снима войските близо до Вунг Тау.
Скача с парашут с 1-ва бригада, 101-ва въздушна дивизия през декември 1966 г.
През февруари 1967 г. той и Хамилтън правят ски почивка в Ливан.

#### Израел
През 1967 г. заминава за Израел, за да отразява арабско-израелската война от 1967 г.

#### Отново във Виетнам
Флин се завръща във Виетнам през 1968 г., след офанзивата на Тет.
През септември 1968 г. той работи като оператор на CBS, когато е леко ранен от шрапнели на гранати, докато отразява битка между американските и вражеските сили, южно от Данан.
В Камбоджа пристига в началото на 1970-те години, когато излиза новината за северновиетнамски настъпления в тази страна.

## Изчезване
На 6 април 1970 г. Флин и група журналисти напускат град Пном Пен, за да присъстват на спонсорирана от правителството пресконференция в Сайгон. Флин (която е на свободна практика) и Дейна Стоун (който е назначена за CBS News) решават да пътуват с мотоциклети, а не с лимузините, в които пътуват повечето журналисти. Репортерът Стив Бел, който е един от последните западняци, който вижда двамата живи, по-късно казва, че след пресконференцията Флин и Стоун са се обадили, че има един контролен пункт на магистрала 1, контролиран от членове на Виет Конг. Нетърпеливи да направят снимка на Виет Конг, Флин и Стоун решават да се отправят натам сами. Преди да напуснат, Бел прави последната позната снимка на Флин и Стоун.
Четири други журналисти – двама французи и двама японци – също са заловени от Виет Конг в Камбоджа в същия ден. До юни 1970 г. в Камбоджа са заловени 25 журналисти през последните три седмици. Трима са убити, други се връщат, а някои изчезват безследно.
Флин и Стоун никога не са видени отново и телата им не са намерени.
Въпреки че е известно, че Флин и Стоун са били заловени от партизани на Виет Конг на контролно-пропускателен пункт на магистрала 1, истинската им съдба е неизвестна. Предполага се, че те са загинали от ръцете на „враждебни“ сили. Позовавайки се на различни правителствени източници, настоящият консенсус е, че Флин и Стоун са били държани в плен повече от година, преди да бъдат убити от Червените кхмери през юни 1971 г.
Майката на Флин, Лили Дамита, похарчва огромно количество пари, търсейки сина си, без успех. През 1984 г. тя го обявява за мъртъв. Дамита почива през 1994 г. без да разбере какво се е случило с него.
През март 2010 г. британски екип, търсещ останките на Флин, решава, че го открива, когато попада на останките на западен пленник, за който се твърди, че е екзекутиран от Червените кхмери. Резултатите от тестовете за човешките останки, открити в гроба в източната част на провинция Кампонг Чан, Камбоджа, са готови на 30 юни 2010 г. и става ясно, че не са на Шон Флин. Подполковник Уейн Пери от Съвместното военно счетоводно командване заявява, че няма съвпадение между ДНК от възстановените останки и ДНК проби, които са съхранявани от семейство Флин.